# ارتسوگووو
ارتسوگووو (به لهستانی:  Arcugowo) یک روستا در لهستان است که در گمینا نگخانووو واقع شده است. ارتسوگووو ۱۴۰ نفر جمعیت دارد.